# Société belge de chemins de fer
La Société belge de chemins de fer, filiale de la Société générale de Belgique, est créée en 1866 et fait faillite dans les années 1870[Quand ?].

## Histoire
Elle est créée en 1866. Elle avait pour objet la construction des chemins de fer pour des compagnies privées en Belgique et à l’étranger (France et Chine).
En 1869, elle a inauguré ou est sur le point de l'être les lignes suivantes
- la ligne de Denderleeuw à Courtrai, Ouest de la Belgique
- la ligne de Roulers à Ypres, Flandre-Occidentale
- la ligne de Poperinge à Hazebrouck (portion sud de la ligne 69 et ligne d'Hazebrouck à Boeschepe)
- la ligne d'Anzegem à Ingelmunster, Flandre-Occidentale
- la ligne de Dixmuide à Nieuport, Ouest de la Belgique

En France, on lui doit aussi :
- La ligne d'Epernay à Romilly-sur-Seine[2]
- La reprise de la concession du Chemin de fer de l'Est de Lyon

Elle aurait également réalisé le réseau de la Compagnie Générale de Chemins de Fer en Chine.